# Józef Rainczuk
Józef Rainczuk (ur. 15 stycznia 1985) – polski judoka i trener judo.
Były zawodnik klubów: GKS Czarni Bytom (1999-2005), KS AZS AWFiS Gdańsk (2006-2008). Brązowy medalista mistrzostw Polski OPEN seniorów 2004. Ponadto m.in. brązowy medalista mistrzostw Polski juniorów 2004 w kategorii do 90 kg. Trener judo w PKS Olimpia Poznań.